# Zauberberg (Album)
Zauberberg ist das zweite Studioalbum des deutschen Techno-Musikers Wolfgang Voigt unter dem Pseudonym Gas. Es erschien im Dezember 1997 auf dem Label Mille Plateaux.

## Titel
Der Titel bezieht sich auf den Roman Der Zauberberg von Thomas Mann. Wie bei jeder Veröffentlichung eines Gas-Albums trugen die einzelnen Stücke keine eigenen Titel und auf dem Cover fand sich eine Abbildung eines Fotos des Deutschen Waldes.
1. ohne Titel – (7:50)
2. ohne Titel – (14:12)
3. ohne Titel – (12:50)
4. ohne Titel – (6:01)
5. ohne Titel – (8:04)
6. ohne Titel – (7:23)
7. ohne Titel – (9:32)

## Musik
Musikalisch bewegen sich die Kompositionen zwischen Klangflächenmusik, Ambient und Minimal Techno. Die Stücke sind von langsamen, schweren, düsteren Streicherklängen getragen, fast durchgängig unterlegt mit dumpfen Bassdrums im 4/4-Takt. Nach eigener Auskunft nutzte Voigt alte, verstaubte Schallplatten mit Kompositionen von Richard Wagner, um einige der Melodien des Albums zu kreieren.

## Rezeption
Das Album erhielt überwiegend positive Kritiken, wenn Voigt für sein Gas-Projekt mitunter auch als Verfechter einer deutschnationalen Gesinnung kritisiert wurde. Voigt selbst betonte in diesem Zusammenhang, dass er keine deutschnationalen Gefühle fördern wolle, sondern „abseits der gängigen Klischees so etwas wie eine ‚genuin deutsche Popmusik‘“ kreieren möchte.
Jason Birchmeier vergab bei seiner Rezension für allmusic 4,5 von 5 Punkten an die Platte und schrieb:

„Zauberberg ist ein bemerkenswertes Album, das alle ernsthaften Ambient Techno-Aficionados hören sollten. Es ist nicht nur unter den anerkanntesten Werken von Voigt, welcher eine wahre Legende des deutschen Technos ist, sondern es setzte auch die Standards für die Zukunft des Ambient Techno.“

Christoph Büscher sah das Album im Gegensatz dazu in einer Rezension des Musikmagazins Intro kritischer:

„Stark verkürzt könnte man vielleicht behaupten, daß sich die monotonen Beats und WAGNERnden Klang(alp)träume gerade deshalb so gut vertragen, weil sie demselben teutonischen Geist entspringen. Von luftigem Klangambiente, geschweige denn von sexy Tanzmusik, ist das meilenweit entfernt, statt dessen dreht es einem eher die Luft ab. Sollte gerade das der versteckte Geniestreich von Mr INK sein, kann ich das leider nicht nachvollziehen. Wer so was wirklich braucht, bleibt mir ebenfalls ein Geheimnis.“

Anlässlich der Veröffentlichung der Nah-und-fern-Box 2008 sah Pitchfork Media rückblickend in Zauberberg das dissonanteste und dunkelste Werk von Gas, bezeichnete es jedoch auch als festgewordene Quintessenz der Gas-Ästhetik.
Das Album wurde auf Platz #89 der 100 Platten des Jahrhunderts von der spex- und VIVA-Zwei-Redaktion gewählt.

## Editionen
Nachdem das Album ursprünglich separat auf Mille Plateaux erschienen war, veröffentlichte Voigt im Jahr 2008 auf seinem Label Kompakt die Kompilation Nah und fern, die alle vier erschienenen Gas-Alben, darunter auch Zauberberg, in einer Box zusammenfasste.